# Sugihan (Rambang)
Sugihan is een bestuurslaag in het regentschap Muara Enim van de provincie Zuid-Sumatra, Indonesië. Sugihan telt 4137 inwoners (volkstelling 2010).